# Sti Fotia
"Sti Fotia" (alfabeto grego: Στη φωτιά, tradução portuguesa:  "No fogo") foi a canção que representou Chipre no Festival Eurovisão da Canção 1995 que se realizou em 13 de maio de 1995, em Dublin, na Irlanda.
A referida canção foi interpretada em grego por  Alexandros Panayi. Foi a décima-sétima canção a ser interpretada na noite do evento, a seguir à canção portuguesa Baunilha e chocolate, interpretada por Tó Cruz e antes da canção sueca " Se på mej", interpretada por Jan Johansen . Terminou a competição em nono lugar, tendo recebido um total de 79 pontos . No anos seguinte, em 1996, Chipre foi representado com  a canção  "Mono Yia Mas". interpretada por Constantinos. Alexandros voltou a representar Chipre, em 2000, com a canção "Nomiza", integrado no duo "Voice".

## Autores
A canção tinha letra e música de Alexandros Panayi e foi orquestrada por Giorgos Theophanous.

## Letra
A canção é um tanto ou quanto elíptica, se bem que Panayi pareça fazer o seu próprio caminho na vida, independentemente do que lhe possam dizer.

## Versões
Além da versão em grego, Panayi gravou outras versões da canção:
- "Plunge into fire" (inglês)
- La fiamma (italiano)
- versão alernativa (grego) (3:02)
- karaoke version